# 指宿スカイライン
指宿スカイライン（いぶすきスカイライン）は、鹿児島県指宿市池田から同県鹿児島市田上八丁目に至る一般有料道路（主要地方道）である。指宿有料道路（いぶすきゆうりょうどうろ）とも呼ばれる。
有料区間については鹿児島県道路公社、無料区間については鹿児島県が管理している。鹿児島県道としての路線は全線が鹿児島県道17号指宿鹿児島インター線に指定されている。
また、鹿児島市田上八丁目（鹿児島インターチェンジ）から同市上福元町（谷山インターチェンジ）までの区間は地域高規格道路である南薩縦貫道の一部を構成しているほか、鹿児島市の外環状道路の役割を担っている。

## 概要
鹿児島市内で九州自動車道・鹿児島インターチェンジ (IC) と接続し、薩摩半島の鹿児島湾（錦江湾）に沿った稜線上を指宿方面へ南下して頴娃ICまで走る有料道路である。頴娃IC以降の無料区間（鹿児島県道17号指宿鹿児島インター線）も同様に、指宿スカイラインと呼ばれ、池田湖付近に接続している。
IC区間によって道路管理者や有料・無料の区分が異なるという、他ではあまり例を見ない有料道路でもある。有料区間は鹿児島県道路公社が、無料区間は鹿児島地域振興局（鹿児島市内）および南薩地域振興局指宿支所（南九州市・指宿市）が管理している。
また、鹿児島ICから山田ICまでは片側2車線で整備された自動車専用道路で南薩縦貫道（地域高規格道路）の一部を構成しているが、谷山IC以南は片側1車線となる上、センターラインが引かれているのみで上下線が分離されていない。錫山ICのように右折で出口に進入するインターチェンジがあるほか、3か所に設けられている展望施設へも、上下線から同一駐車場に乗り入れる形となっている。
当初、鹿児島県は2016年度の建設費の全額償還を目標に、全額償還後の通行料金については検討中で、ETCは設備投資による全額償還の遅れを避けるため導入の予定はないとしていた。しかし、2015年（平成27年）6月11日の鹿児島県議会の定例議会の代表質問に対して、山田ICのフルインター化、山田料金所へのETCの導入及び路線の改修、維持費に充てるために、2017年6月の料金徴収期限を2042年まで延長する予定であると鹿児島県が回答している。2016年3月の県議会で料金徴収期間の延長への同意を求める議案が賛成多数で可決され、同年4月8日に道路改築工事の開始と料金徴収期間の延長が公告された。その後、2025年に事業費の高騰（2016年時点では138億円の予定だったのが226億円に増加）と工期の延長を理由として料金徴収期間が2046年12月25日までに延長された。

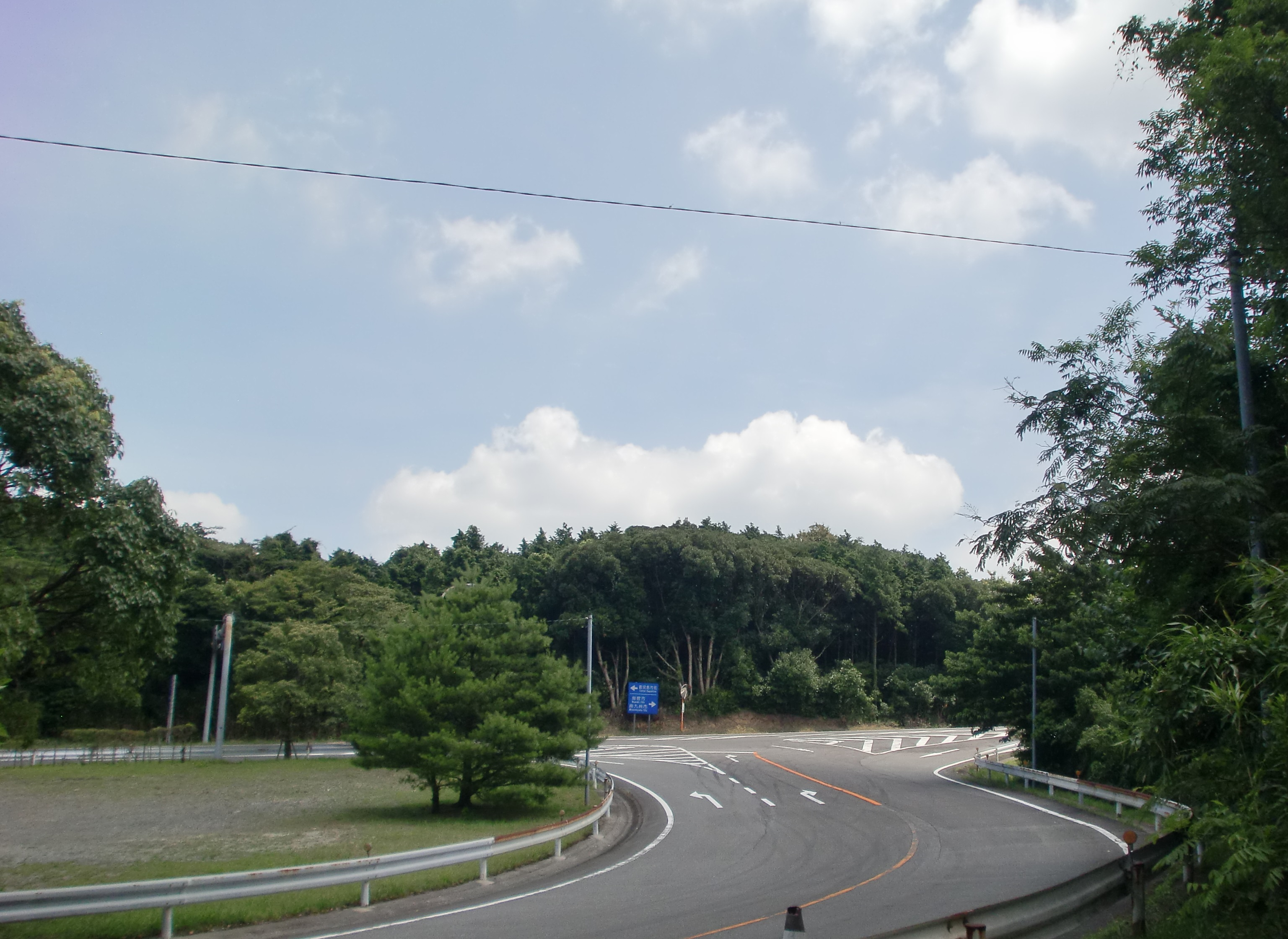
錫山ICの平面交差
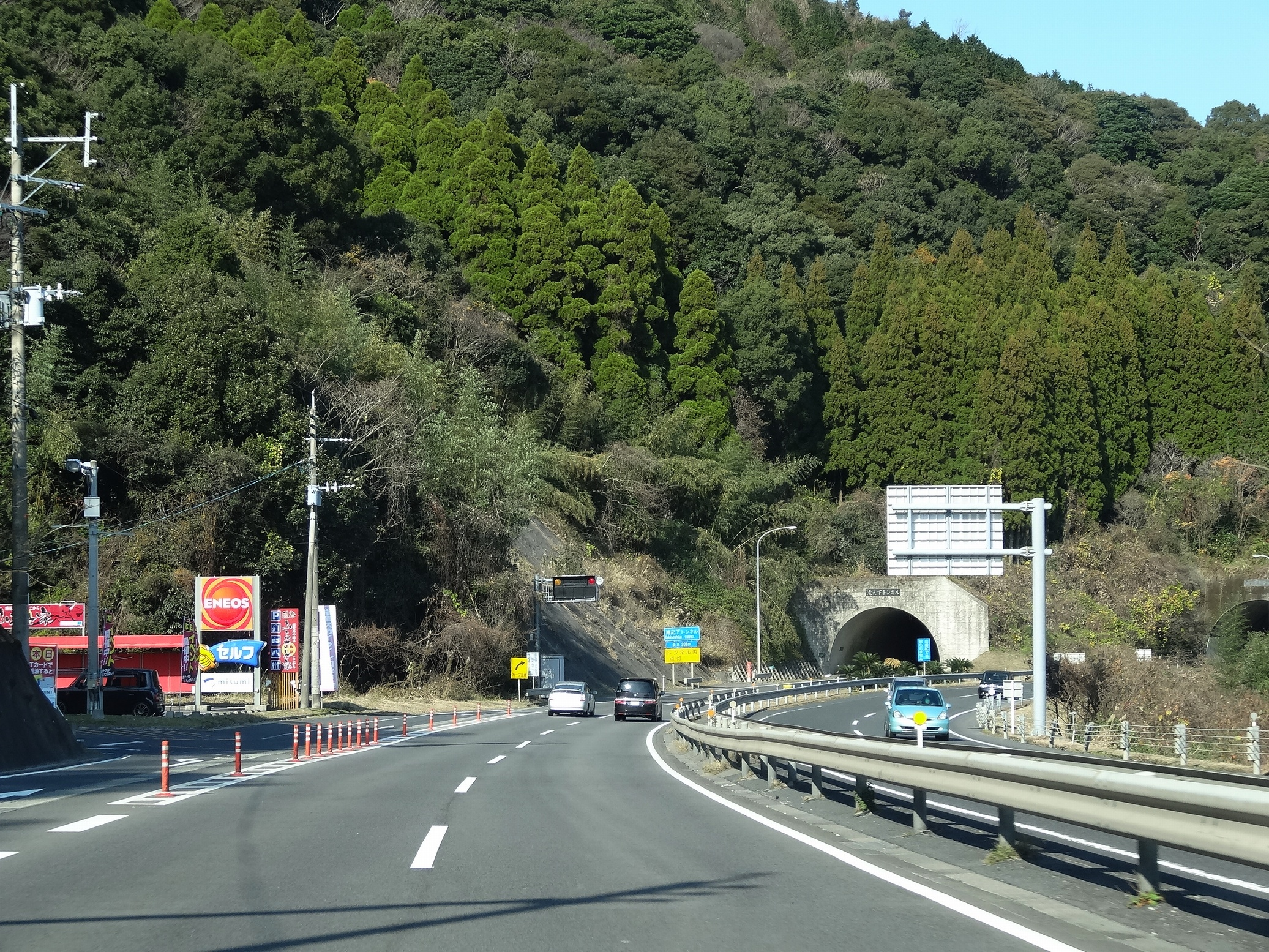
谷山IC - 中山IC間（熊本・宮崎方面）
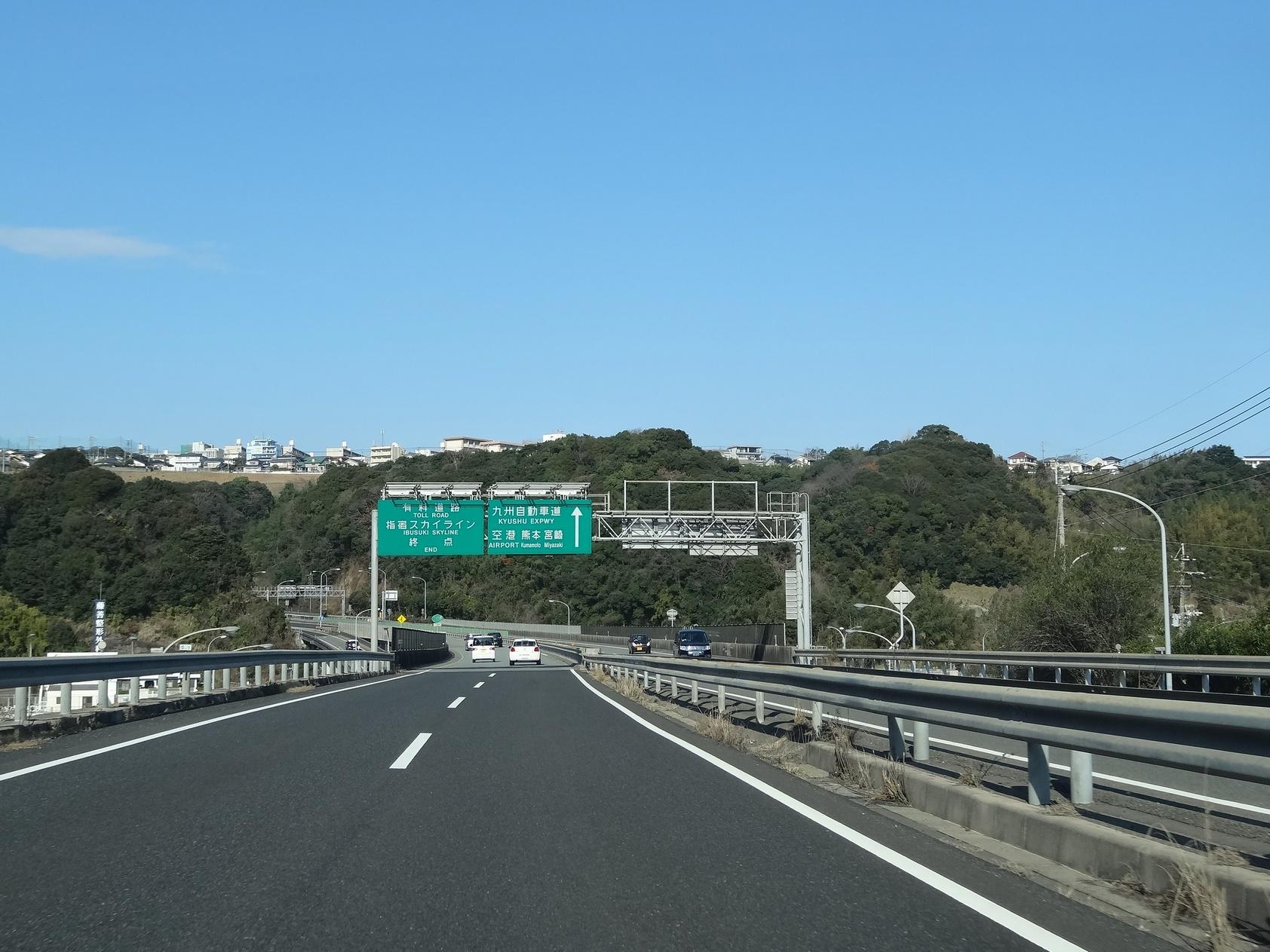
終点・鹿児島IC（熊本・宮崎方面）

## インターチェンジなど
- IC番号欄の背景色が■である部分については道路が供用済みの区間を示している。また、施設名欄の背景色が■である部分は施設が供用されていない、または完成していないことを示す。未開通のIC/JCT名は仮称。

| IC番号                                  | 施設名                        | 接続路線名                                                                              | 起点から (km) | 備考                        | 所在地   |
| --------------------------------------- | ----------------------------- | --------------------------------------------------------------------------------------- | ------------- | --------------------------- | -------- |
| 鹿児島県道28号岩本開聞線に接続          |                               |                                                                                         |               |                             |          |
|                                         | 大迫IC                        | 鹿児島県道236号頴娃宮ケ浜線                                                             | 0.0           |                             | 指宿市   |
|                                         | 池田                          | 鹿児島県道245号飯山喜入線                                                               |               | 平面T字路                   | 指宿市   |
| -                                       | 展望所                        |                                                                                         |               |                             | 指宿市   |
| -                                       | 展望所                        |                                                                                         |               |                             | 鹿児島市 |
|                                         | アグリランドえい              |                                                                                         |               | 平面T字路                   | 南九州市 |
| -                                       | 千貫平自然公園                |                                                                                         |               |                             | 南九州市 |
|                                         | 頴娃町上別府                  |                                                                                         |               | 平面T字路                   | 南九州市 |
|                                         | 頴娃IC                        | 鹿児島県道234号石垣喜入線                                                               | 14.1          | 本線料金所                  | 南九州市 |
| -                                       | 樋高展望台                    |                                                                                         |               |                             | 鹿児島市 |
| -                                       | 知覧展望台                    |                                                                                         |               |                             | 鹿児島市 |
|                                         | 知覧IC                        | 鹿児島県道23号谷山知覧線                                                                | 24.1          |                             | 南九州市 |
| -                                       | 喜入瀬々串展望台              |                                                                                         |               |                             | 鹿児島市 |
| -                                       | 錦江台展望公園 スカイぱれっと |                                                                                         |               | トイレ、吊り橋がある公園。  | 南九州市 |
|                                         | 川辺IC 川辺展望台             | 国道225号                                                                               | 31.7          | ICと展望台の 相互利用は不可 | 南九州市 |
| -                                       | 須々原展望台                  |                                                                                         |               |                             | 鹿児島市 |
|                                         | 錫山IC                        | 鹿児島県道19号鹿児島川辺線                                                              | 37.7          | 平面T字路                   | 鹿児島市 |
| -                                       | 錫山展望台                    |                                                                                         |               |                             | 鹿児島市 |
| -                                       | 谷山料金所                    |                                                                                         | 42.4          | ETC利用不可                 | 鹿児島市 |
|                                         | 谷山IC                        | 鹿児島県道20号鹿児島加世田線 （南薩縦貫道現道活用区間） 鹿児島県道219号玉取迫鹿児島港線 | 43.3          |                             | 鹿児島市 |
|                                         | 中山IC                        |                                                                                         | 46.0          |                             | 鹿児島市 |
|                                         | 山田IC                        | 鹿児島県道35号永吉入佐鹿児島線                                                          | 48.1          |                             | 鹿児島市 |
| -                                       | 山田料金所                    |                                                                                         | 48.4          |                             | 鹿児島市 |
| (29)                                    | 鹿児島IC                      | E3A 南九州西回り自動車道 鹿児島東西幹線道路 国道3号鹿児島バイパス                       | 50.9          |                             | 鹿児島市 |
| E3 九州自動車道（東九州自動車道）に接続 |                               |                                                                                         |               |                             |          |

## 歴史
- 1969年（昭和44年）3月：指宿スカイライン1期区間として大迫料金所 - 頴娃IC間が供用開始[10]。
- 1977年（昭和52年）4月1日：指宿スカイライン2期区間として頴娃IC - 谷山IC間が供用開始[10][11]。
- 1988年（昭和63年）
  - 3月27日：大迫IC - 頴娃IC間無料化。
  - 3月29日：指宿スカイライン3期（鹿児島IC - 山田IC）及び2期と3期を結ぶ公共区間（山田IC - 谷山IC）として鹿児島IC - 谷山IC間が暫定二車線で供用開始[10][11]。
- 1997年（平成9年）
  - 2月1日：山田IC - 中山IC間が四車線に拡幅される[11]。
  - 6月5日：中山IC - 谷山IC間が四車線に拡幅される[11]。
  - 10月1日：鹿児島IC - 山田IC間が四車線に拡幅される[11]。
- 2011年（平成23年）12月 : 同月中旬より鹿児島IC - 谷山IC間の最高速度が60 km/hから70 km/hに引き上げられた[12]。
- 2013年（平成25年）2月20日：知覧IC - 頴娃IC間で大規模な土砂崩れが発生し、当該区間が通行止めとなる[13]。その後通行止めは4月26日に解除され片側交互通行により通行できるようになった[14]。
- 2015年（平成27年）6月11日：鹿児島県が料金徴収期限を2017年7月までとしていたものを2042年まで延長する予定である方針を鹿児島県議会の代表質問に対して回答する[5]。
- 2016年（平成28年）
  - 3月23日 - 鹿児島県議会が「鹿児島県道路公社の有料道路事業に係る国土交通大臣の許可事項の一部変更に同意することについて議決を求める件」を賛成多数で可決する[6]。
  - 4月8日 - 鹿児島県道路公社公告により、料金徴収期間が「2017年6月1日まで」から「2042年4月3日まで」に変更される[7]。
- 2017年（平成29年）12月1日：山田料金所にてETCの運用が開始[15][16]。同時に山田料金所の回数券が廃止[15][17]。
- 2018年（平成30年）2月20日：山田料金所のETCレーンが上下線各2レーンに増設される[18]。
- 2019年（令和元年）
  - 9月30日：川辺IC - 知覧IC間に、メロディーロード（長渕剛「乾杯」）を設置[19]。
  - 10月1日：頴娃IC - 谷山料金所間の通行料金が上限100円となる[20][21]。
- 2022年（令和4年）
  - 時期不明 - 線形改良工事を着工する[8]。
  - 4月1日 - 山田IC（指宿方面出入口）供用開始[22]。
- 2025年（令和7年）3月28日 - 鹿児島県道路公社公告により、料金徴収期間が「2042年4月3日まで」から「2046年12月25日まで」に変更される[9]。
- 2034年3月 - 谷山IC - 頴娃IC間の改良工事終了予定[8]

## 路線状況

### 通行区分
谷山ICを境に通行区分が異なり、山田IC以北は自動車専用道路であり、自動車以外での通行は禁止されている。谷山ICから山田ICまでの区間は自動車専用道路には指定されていないが、ほぼ同等の通行規制、すなわち、二輪の自動車・原動機付自転車（125cc以下）、軽車両、歩行者の通行禁止規制が標識により行われている。
谷山IC以南では自動車に含まれない原動機付自転車（125cc以下）や自転車などの「軽車両等」が通行可能となる。

### 車線・最高速度・通行規制
| 区間              | 車線 上下線=上り線+下り線 | 最高速度 | 通行規制等                     | 管理者                 |
| ----------------- | ------------------------- | -------- | ------------------------------ | ---------------------- |
| 大迫IC - 頴娃IC   | 2=1+1 （完成2車線）       | 50 km/h  | 規制なし                       | 南薩地域振興局指宿支所 |
| 頴娃IC - 谷山IC   | 2=1+1 （完成2車線）       | 50 km/h  | 歩行者通行禁止                 | 鹿児島県道路公社       |
| 谷山IC - 山田IC   | 4=2+2 （完成4車線）       | 70 km/h  | 歩行者・軽車両・小二輪通行禁止 | 鹿児島地域振興局       |
| 山田IC - 鹿児島IC | 4=2+2 （完成4車線）       | 70 km/h  | 自動車専用道路                 | 鹿児島県道路公社       |

### 通行料金
|                                       | 普通車                      | 大型車I                     | 大型車II                    | 軽自動車等                  | 軽車両等 |
| ------------------------------------- | --------------------------- | --------------------------- | --------------------------- | --------------------------- | -------- |
| 鹿児島IC                              | 均一制 料金徴収：山田料金所 | 均一制 料金徴収：山田料金所 | 均一制 料金徴収：山田料金所 | 均一制 料金徴収：山田料金所 | 通行不可 |
| 山田IC                                | 均一制 料金徴収：山田料金所 | 均一制 料金徴収：山田料金所 | 均一制 料金徴収：山田料金所 | 均一制 料金徴収：山田料金所 | 通行不可 |
| 無料                                  |                             |                             |                             |                             | 通行不可 |
| 中山IC                                |                             |                             |                             |                             | 通行不可 |
| 谷山IC                                |                             |                             |                             |                             | 通行不可 |
| 均一制 料金徴収：谷山料金所または各IC |                             |                             |                             |                             |          |
| 錫山IC                                |                             |                             |                             |                             |          |
| 川辺IC                                |                             |                             |                             |                             |          |
| 知覧IC                                |                             |                             |                             |                             |          |
| 頴娃IC                                |                             |                             |                             |                             |          |

- 山田ICと谷山ICを境に通行料金が異なる。
- 鹿児島IC - 山田ICの通行料は、本線上にある山田料金所で徴収される。
- 谷山IC（本線上にある谷山料金所） - 頴娃ICは均一制となった為料金前払い制となった。ただし、当該区間の料金所の営業時間は7時から19時までとなっており、19時 - 7時は当区間内に限り全線無料で通行ができる[24]。

### 交通量
平日24時間交通量（台）（上下合計）
| 料金 | 区間              | 平成17年度 （2005年度） | 平成22年度（2010年度） | 平成22年度（2010年度） |
| 料金 | 区間              | 平成17年度 （2005年度） | 台数                   | 混雑度                 |
| ---- | ----------------- | ----------------------- | ---------------------- | ---------------------- |
| 有料 | 頴娃IC - 知覧IC   | 458                     | 288                    | 0.04                   |
| 有料 | 知覧IC - 川辺IC   | 801                     | 362                    | 0.07                   |
| 有料 | 川辺IC - 錫山IC   | 1,402                   | 708                    | 0.11                   |
| 有料 | 錫山IC - 谷山IC   | 1,605                   | 708                    | 0.11                   |
| 無料 | 谷山IC - 中山IC   | 32,055                  | 29,541                 | 0.74                   |
| 無料 | 中山IC - 山田IC   | 16,797                  | 17,403                 | 0.47                   |
| 有料 | 山田IC - 鹿児島IC | 19,005                  | 19,721                 | 0.48                   |

#### トンネル
- 西陵トンネル（鹿児島IC - 山田IC）
- 田上トンネル（同上）
- 中山トンネル（中山IC - 谷山IC）
- 滝之下トンネル（同上）

## 地理
薩摩半島の尾根に沿って南北に延びる道路で、沿道の木々に遮られるところも多く一部を除いては眺望は効かないが、途中に展望台が設けられており、須々原展望台（鹿児島市下福元町）あたりからは東に鹿児島湾（錦江湾）や桜島、西に東シナ海が見える。また、樋高展望台（鹿児島市喜入中名町）からは、錦江湾に突き出た世界最大の原油備蓄基地のENEOS喜入基地のタンク群などが見える。線形は、適度にアップダウンやカーブのあるワインディングロードとなっている。南端は池田湖にほど近く、薩摩富士とも呼ばれる開聞岳も見える。
須々原展望台 - 錫山IC間には植樹園『癒しろの杜 桂花園』が営業している。

### 通過する自治体
起点付近から川辺ICまでの区間は、南九州市と鹿児島市の境界線上に道路が走るため、この2市の境界を何度も行き来する。
- 鹿児島県
  - 指宿市 - 南九州市 - 鹿児島市

### 交差する道路
- 鹿児島県道28号岩本開聞線（指宿市池田）

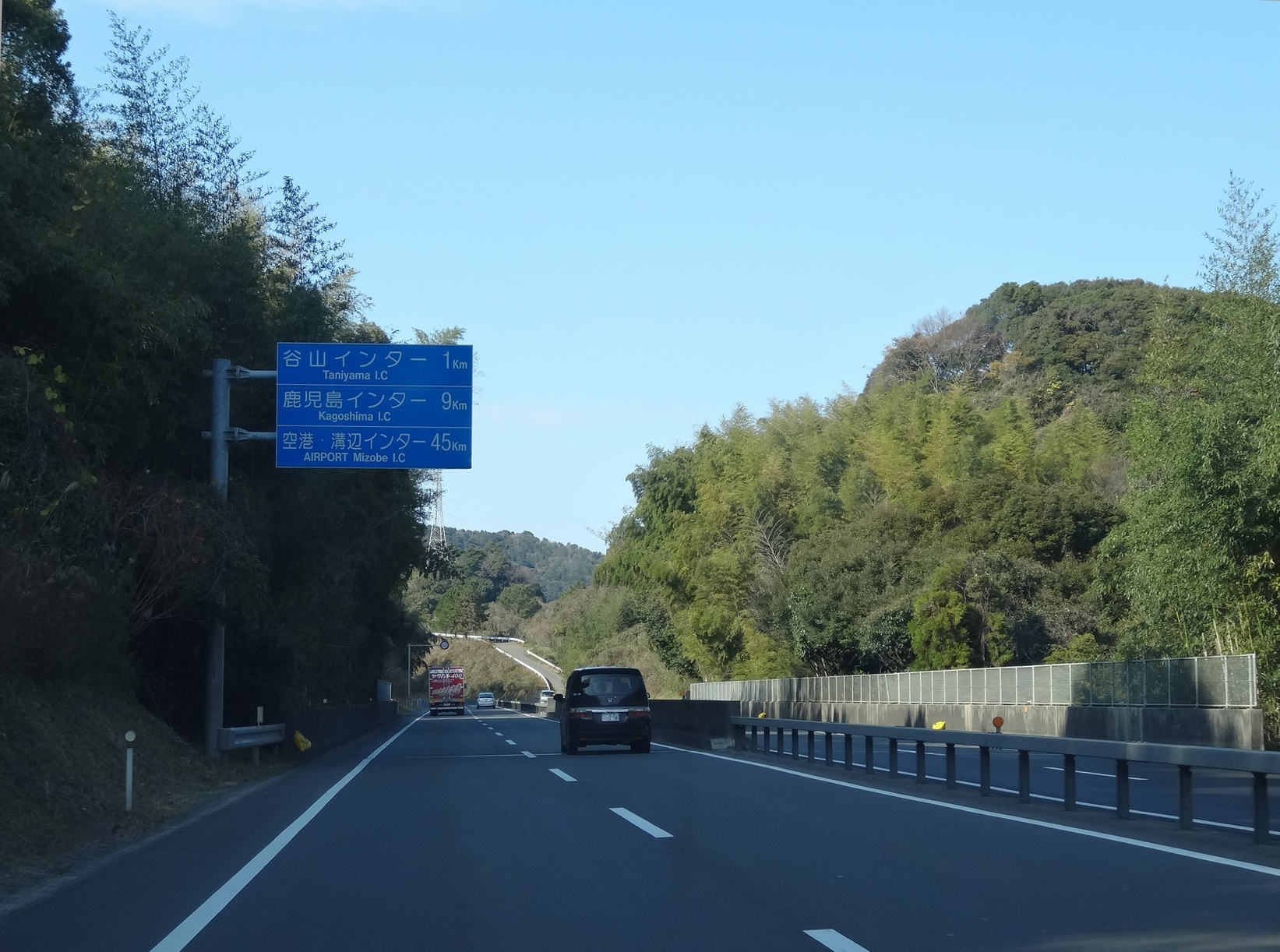
谷山ICと産業道路を結ぶ県道219号玉取迫鹿児島港線

- 鹿児島県道245号飯山喜入線（指宿市小牧）
- 鹿児島県道234号石垣喜入線（南九州市頴娃町上別府 頴娃IC）
- 鹿児島県道23号谷山知覧線（南九州市知覧町郡 知覧IC）
- 国道225号（南九州市川辺町野崎・鹿児島市平川町 川辺IC）
- 鹿児島県道19号鹿児島川辺線（鹿児島市下福元町）
- 鹿児島県道20号鹿児島加世田線（鹿児島市下福元町）（南薩縦貫道現道活用区間）
- 鹿児島県道219号玉取迫鹿児島港線（鹿児島市上福元町）
- 鹿児島県道20号鹿児島加世田線（鹿児島市上福元町）
- 鹿児島県道35号永吉入佐鹿児島線（鹿児島市山田町）
- E3 九州自動車道・東九州自動車道（鹿児島市田上 鹿児島ICで直結）
- E3A 南九州西回り自動車道（鹿児島市田上 鹿児島ICで接続（※一般道経由））
- 国道3号（鹿児島市田上 鹿児島ICで接続）

### 沿線
- 池田湖
- 手蓑峠
- 川辺峠
- 熊ヶ岳

## その他
- 2019年（令和元年）9月30日に、川辺IC - 知覧IC間に、走行車両のタイヤと路面の摩擦で音を奏でる舗装メロディーロードが設置された[19]。地元出身歌手・長渕剛の「乾杯」のサビが流れ、制限速度の時速50km/hで走行することで聞こえるという。[19]。九州内ではこのほかに、大分県竹田市の国道502号で、滝廉太郎「荒城の月」のメロディ舗装がある。